# Matthew Stanley
Matthew Stanley (Matamata, Nueva Zelanda, 15 de enero de 1992) es un nadador olímpico neozelandés que compite en natación, especialista en el estilo libre. Fue olímpico tras participar en los Juegos Olímpicos de Río de Janeiro 2016 y Londres 2012 en las pruebas de 200 y 400 metros libres.
Durante el Campeonato Mundial de Natación en Piscina Corta de 2012 consiguió la medalla de bronce en la prueba de 400 metros libres.
Originalmente acabó en cuarta posición, pero el nadador danés Mads Glaesner dio positivo en un control antidopaje, por lo que la medalla de bronce fue otorgada a Matthew.

## Palmarés internacional
| Campeonato Mundial de Natación en Piscina Corta | Campeonato Mundial de Natación en Piscina Corta | Campeonato Mundial de Natación en Piscina Corta | Campeonato Mundial de Natación en Piscina Corta |
| Año                                             | Lugar                                           | Medalla                                         | Prueba                                          |
| ----------------------------------------------- | ----------------------------------------------- | ----------------------------------------------- | ----------------------------------------------- |
| 2012                                            | Estambul ( Turquía)                             | Medalla de bronce                               | 400 m libre                                     |